# Antoniuk (rezerwat przyrody)
Rezerwat przyrody „Antoniuk” – rezerwat przyrody położony w północnej części miasta Białystok w województwie podlaskim, administrowany przez Nadleśnictwo Dojlidy.

## Historia rezerwatu
Został powołany 27 czerwca 1995 r. zarządzeniem Ministra Środowiska w celu zachowania ze względów naukowych i dydaktycznych fragmentu lasu o wysokim stopniu naturalności i ochrony rzadkich gatunków roślin. Rezerwat jest objęty czynną ochroną. Dostępne do ruchu pieszego, rowerowego i narciarskiego są tylko wyznaczone szlaki.

## Areał, zarząd
- Powierzchnia według aktu powołującego: 70,07 ha
- Rodzaj rezerwatu: leśny
- Przedmiot ochrony: zachowanie w naturalnym stanie fragmentu lasu charakterystycznego dla Wysoczyzny Białostockiej z dominującym zbiorowiskiem lasu mieszanego leszczynowo-świerkowego.